# Conestoga 1620

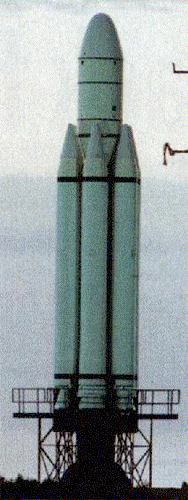
Conestoga 1620 na platformie startowej LP-0A w WFF.

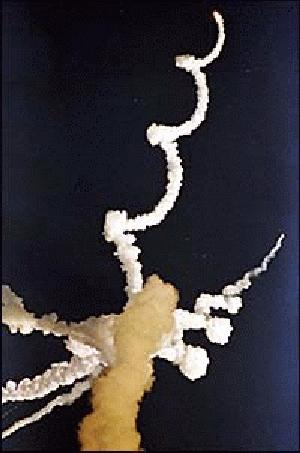
Zniszczenie rakiety Conestoga 1620 (23 października 1995).

Conestoga 1620 – amerykańska rakieta nośna serii Conestoga, budowanej przez prywatną spółkę Space Services Inc. Była oparta na stopniach Castor 4 zasilanych na paliwo stałe i wykorzystywała silnik Star-48 jako ostatni stopień.
Jej jedyny start z kosmodromu Wallops Flight Facility (wyrzutnia LP-0A) 23 października 1995 zakończył się zboczeniem rakiety z kursu i eksplozją na wys. 10 km po 46 sekundach od zapłonu pierwszego zestawu silników Castor. Dochodzenie wykazało, że powodem było wyczerpanie płynu hydraulicznego w mechanizmie sterowym wywołane sygnałem o niskiej częstotliwości zagłuszającym pracę systemu nawigacji. Po tej porażce NASA zadecydowała o zaprzestaniu finansowania rakiet Conestoga.